# Laelia albida
Laelia albida är en orkidéart som beskrevs av James Bateman och John Lindley. Laelia albida ingår i släktet Laelia och familjen orkidéer. Inga underarter finns listade i Catalogue of Life.

## Bildgalleri

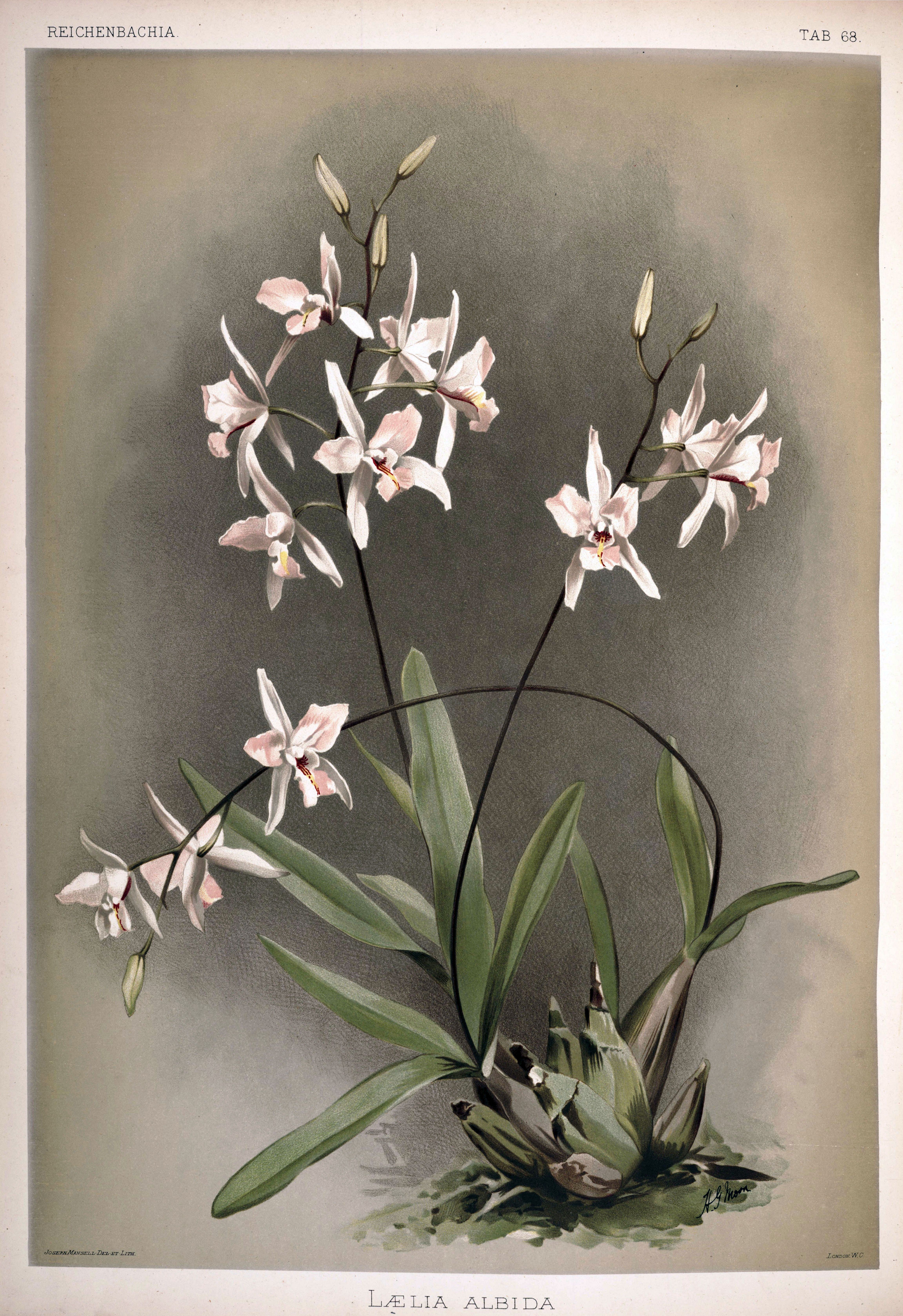
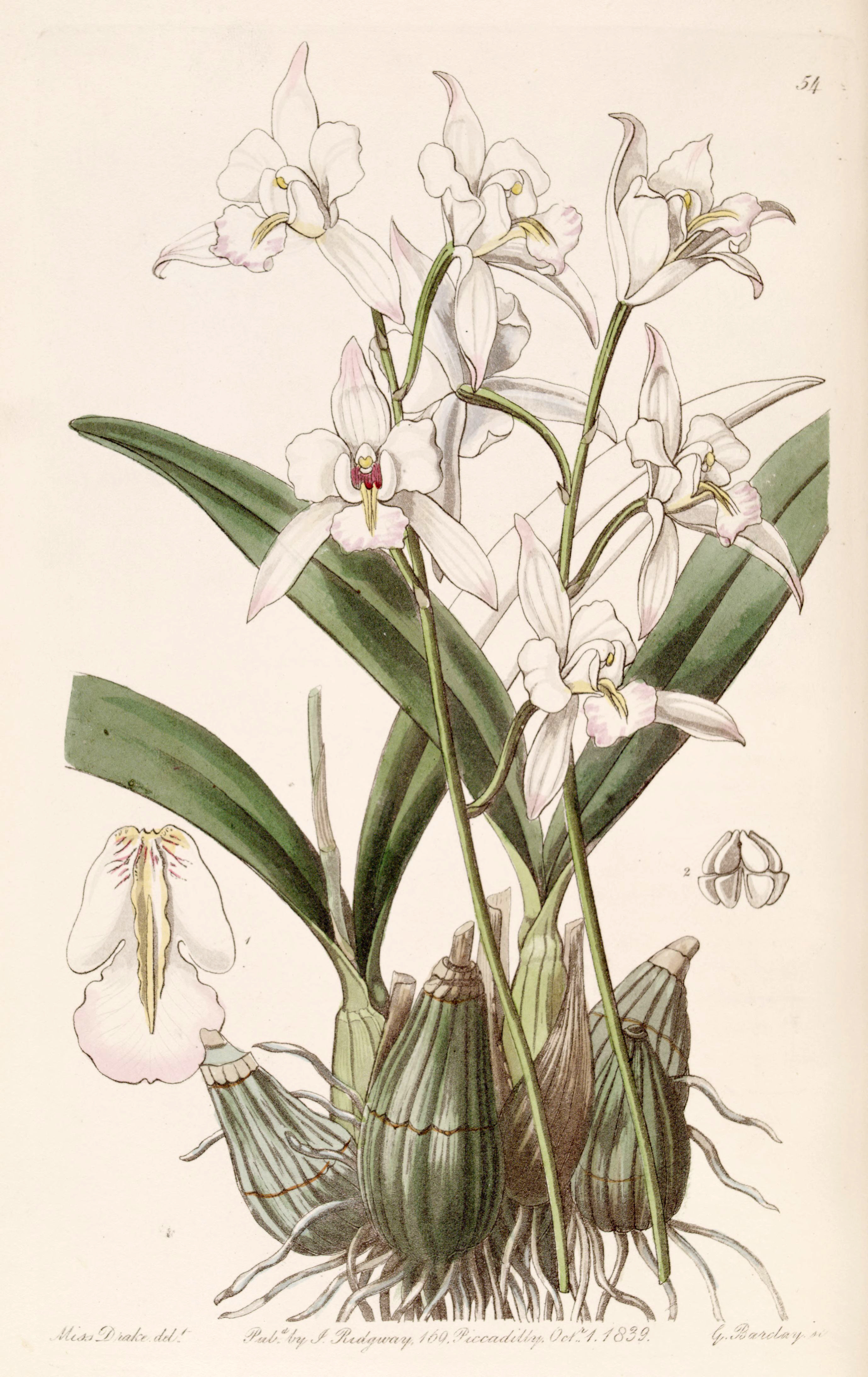
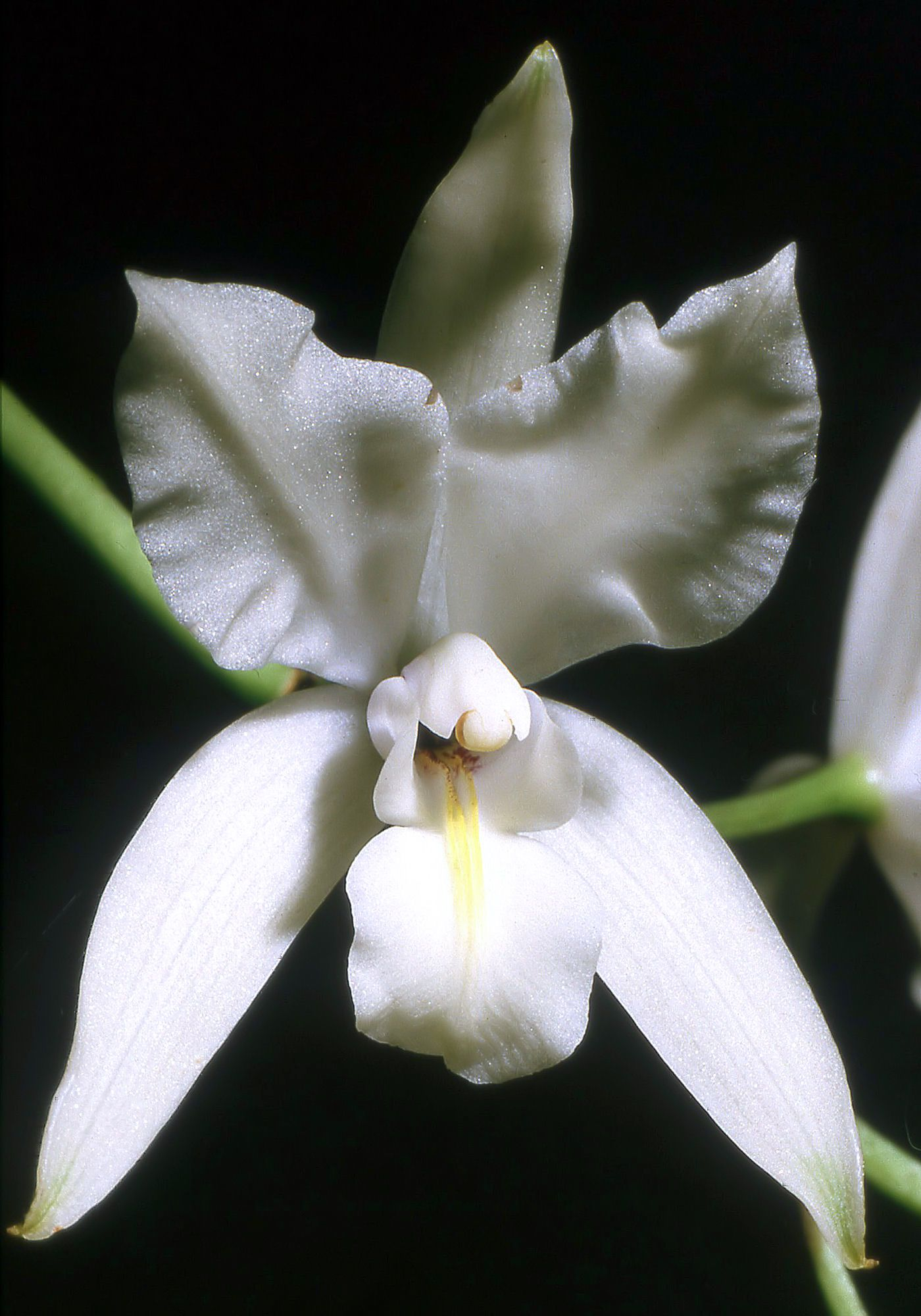
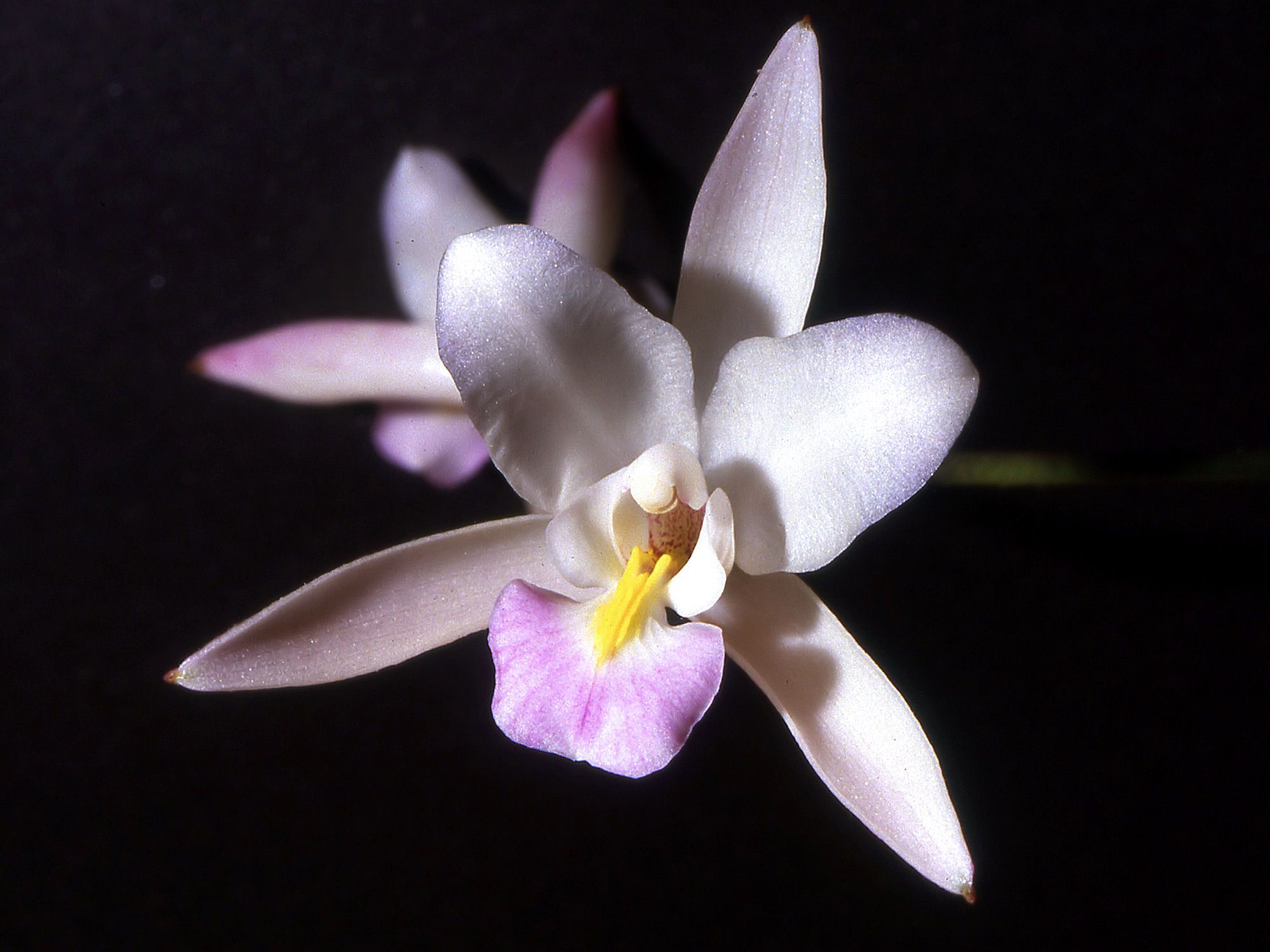
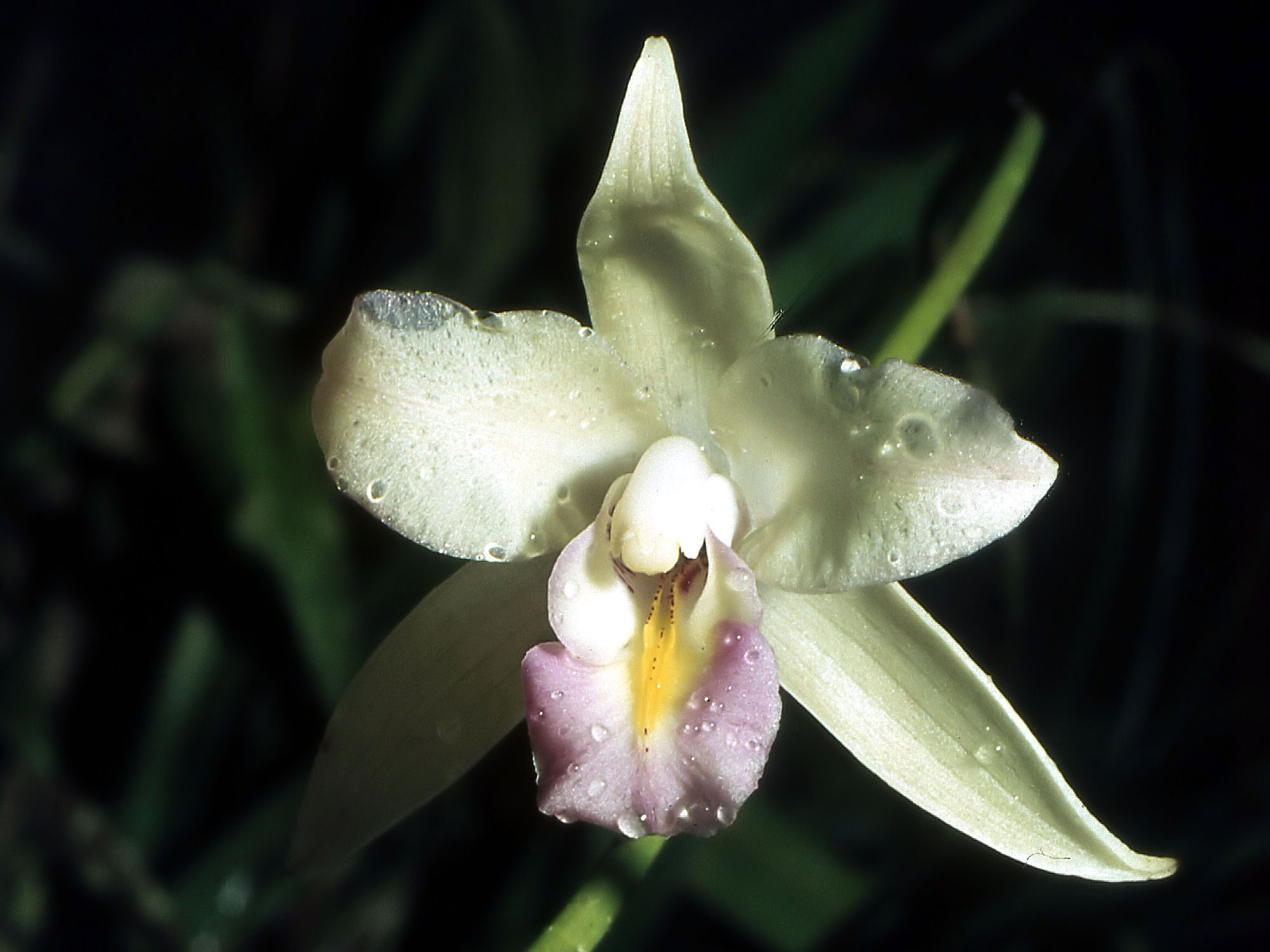
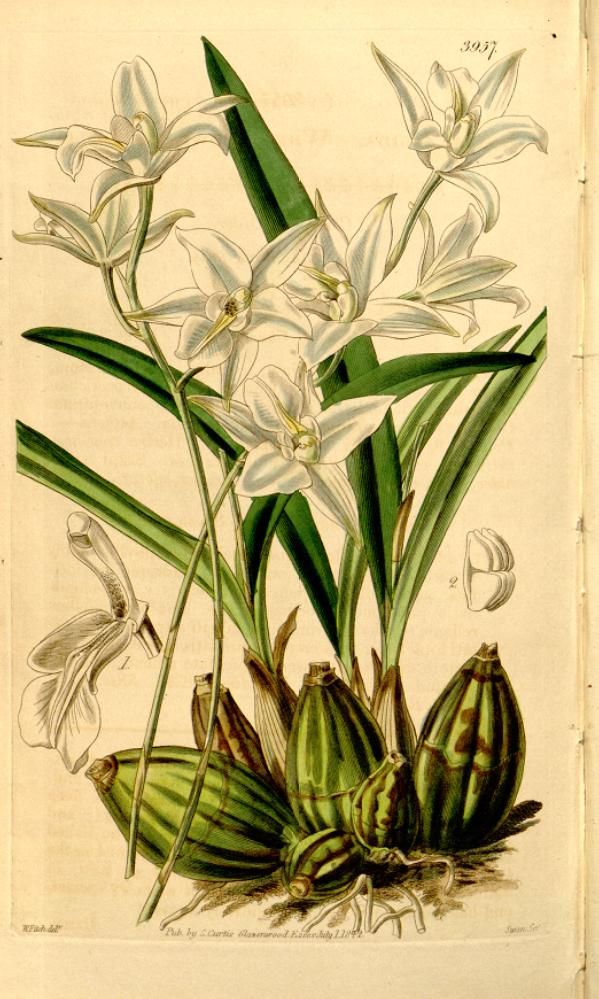